# Apallates
Apallates is een vliegengeslacht uit de familie van de halmvliegen (Chloropidae).

## Soorten
- A. convexus (Loew, 1866)
- A. coxendix (Fitch, 1856)
- A. dissidens (Tucker, 1908)
- A. hermsi (Sabrosky, 1941)
- A. microcentrus (Coquillett, 1904)
- A. montanus (Sabrosky, 1941)
- A. neocoxendix (Sabrosky, 1940)
- A. ochripes (Sabrosky, 1940)
- A. particeps (Becker, 1912)
- A. tener (Coquillett, 1900)